# Zbigniew Skrudlik
Zbigniew Skrudlik   (Jasło, 12 de maig de 1934) és un tirador d'esgrima polonès, especialista en floret, que va competir durant la dècada de 1960.
El 1964 va prendre part en els Jocs Olímpics d'Estiu de Tòquio, on va guanyar la medalla de plata en la prova de floret per equips del programa d'esgrima. Quatre anys més tard, als Jocs de Ciutat de Mèxic, va guanyar la medalla de bronze en la mateixa prova.
En el seu palmarès també destaquen cinc medalles al Campionat del Món d'esgrima, una de plata i quatre de bronze, entre les edicions de 1961 i 1967. També guanyà quatre medalles, dues d'or, una de plata i una de bronze, a les Universíades de 1963. A nivell nacional guanyà dues vegades el campionat de Polònia de floret (1961, 1963).